# Rugby-League-Weltmeisterschaft 1970
Die fünfte Rugby-League-Weltmeisterschaft fand 1970 in England statt. Im Finale gewann Australien 12:7 gegen Großbritannien und gewann damit die WM zum dritten Mal.

## Mannschaften

### Australien
- Trainer: Harry Bath

| Name              | Verein                        | Position                                        |
| ----------------- | ----------------------------- | ----------------------------------------------- |
| Ray Branighan     | South Sydney Rabbitohs        | Innendreiviertel, Außendreiviertel, Schlussmann |
| Ron Coote         | South Sydney Rabbitohs        | Zweite-Reihe-Stürmer, Dritte-Reihe-Stürmer      |
| John Cootes       | Western Suburbs Rosellas      | Hintermannschaft                                |
| Ron Costello      | Canterbury-Bankstown Bulldogs | Zweite-Reihe-Stürmer                            |
| Robert Fulton     | Manly-Warringah Sea Eagles    | Verbinder, Innendreiviertel                     |
| Mark Harris       | Eastern Suburbs Roosters      | Innendreiviertel                                |
| Robert McCarthy   | South Sydney Rabbitohs        | Zweite-Reihe-Stürmer                            |
| Barry McTaggart   | Balmain Tigers                | Hakler, Pfeiler                                 |
| John O’Neill      | South Sydney Rabbitohs        | Pfeiler                                         |
| Robert O’Reilly   | Parramatta Eels               | Hakler, Pfeiler                                 |
| Dennis Pittard    | South Sydney Rabbitohs        | Verbinder                                       |
| Paul Sait         | South Sydney Rabbitohs        | Dritte-Reihe-Stürmer, Zweite-Reihe-Stürmer      |
| Eric Simms        | South Sydney Rabbitohs        | Schlussmann                                     |
| Billy Smith       | St. George Dragons            | Gedrängehalb                                    |
| Gary Sullivan     | Newtown Jets                  | Schlussmann                                     |
| Ron Turner        | Cronulla-Sutherland Sharks    | Hakler                                          |
| Elwyn Walters     | South Sydney Rabbitohs        | Hakler                                          |
| Lionel Williamson | Innisfail                     | Außendreiviertel                                |

### Frankreich
| Name                 |
| -------------------- |
| Roger Biffi          |
| Ellie Bonal          |
| Floreal Bonet        |
| Jacques Cabero       |
| Jean-Pierre Capdouze |
| Jean Pierre Clar     |
| Gerard Cremoux       |
| Jean Claude Cros     |
| Francis De Nadai     |
| Roger Garrigues      |
| Raymond Gruppi       |
| Germaine Guiraud     |
| Serge Marsolan       |
| Herve Mazard         |
| Michael Moliner      |
| Daniel Pellerin      |
| André Ruiz           |
| Christian Sabatie    |

### Großbritannien
- Trainer: Johnny Whiteley

| Name            | Verein            | Position                                               |
| --------------- | ----------------- | ------------------------------------------------------ |
| Kevin Ashcroft  |                   | Pfeiler, Hakler                                        |
| John Atkinson   | Leeds             | Außendreiviertel                                       |
| Paul Charlton   | Salford           | Schlussmann                                            |
| Dave Chisnall   | Wakefield Trinity | Pfeiler                                                |
| Ray Dutton      | Leigh             | Innendreiviertel                                       |
| Tony Fisher     | Leeds             | Hakler                                                 |
| Robert Haigh    | Leeds             | Zweite-Reihe-Stürmer, Dritte-Reihe-Stürmer             |
| Dennis Hartley  | Castleford        | Pfeiler, Hakler                                        |
| Keith Hepworth  | Castleford        | Gedrängehalb                                           |
| Chris Hesketh   | Salford           | Innendreiviertel, Verbinder                            |
| Syd Hynes       | Leeds             | Innendreiviertel                                       |
| Keri Jones      | Wigan             | Außendreiviertel                                       |
| Doug Laughton   | Wigan             | Dritte-Reihe-Stürmer                                   |
| Frank Myler     | St Helens         | Verbinder                                              |
| Malcolm Reilly  | Castleford        | Dritte-Reihe-Stürmer, Zweite-Reihe-Stürmer             |
| Mick Shoebottom | Leeds             | Schlussmann, Innendreiviertel, Verbinder, Gedrängehalb |
| Alan Smith      | Leeds             | Außendreiviertel                                       |
| Jimmy Thompson  | Featherstone      | Pfeiler, Zweite-Reihe-Stürmer                          |
| Cliff Watson    | St Helens         | Pfeiler                                                |

### Neuseeland
- Trainer: Lory Blanchard

| Name              | Position                                        |
| ----------------- | ----------------------------------------------- |
| Maurice Brereton  | Außendreiviertel, Innendreiviertel              |
| Roy Christian     | Außendreiviertel, Innendreiviertel              |
| Graeme Cooksley   | Gedrängehalb                                    |
| Bill Deacon       | Zweite-Reihe-Stürmer, Dritte-Reihe-Stürmer      |
| Doug Gailey       | Pfeiler                                         |
| Lummy Graham      | Schlussmann                                     |
| John Greengrass   | Pfeiler, Zweite-Reihe-Stürmer                   |
| Eddie Heatley     | Dritte-Reihe-Stürmer                            |
| Elliott Kereopa   | Zweite-Reihe-Stürmer                            |
| Anthony Kriletich | Zweite-Reihe-Stürmer, Dritte-Reihe-Stürmer      |
| Don Ladner        | Schlussmann                                     |
| Bernard Lowther   | Innendreiviertel, Außendreiviertel              |
| Robert McGuinn    | Außendreiviertel                                |
| Colin O’Neil      | Hakler                                          |
| Garry Smith       | Pfeiler, Zweite-Reihe-Stürmer                   |
| John Whittaker    | Schlussmann, Außendreiviertel, Innendreiviertel |
| Gary Woollard     | Verbinder                                       |

## Schiedsrichter
- Billy Thompson
- Fred Lindop

## Ergebnisse

### Erste Runde
| 21. Oktober | Australien | 47 : 11 | Neuseeland | Central Park, Wigan Zuschauer: 9.805 Schiedsrichter: Billy Thompson |
| 21. Oktober | Bericht    |         |            | Central Park, Wigan Zuschauer: 9.805 Schiedsrichter: Billy Thompson |

| 24. Oktober | Vereinigtes Königreich | 11 : 4 | Australien | Headingley Carnegie Stadium, Leeds Zuschauer: 15.169 Schiedsrichter: Fred Lindop |
| 24. Oktober | (2:4) Bericht          |        |            | Headingley Carnegie Stadium, Leeds Zuschauer: 15.169 Schiedsrichter: Fred Lindop |

### Zweite Runde
| 25. Oktober | Frankreich    | 15 : 16 | Neuseeland | The Boulevard, Hull Zuschauer: 3.824 Schiedsrichter: Billy Thompson |
| 25. Oktober | (5:4) Bericht |         |            | The Boulevard, Hull Zuschauer: 3.824 Schiedsrichter: Billy Thompson |

| 28. Oktober | Vereinigtes Königreich | 6 : 0 | Frankreich | Wheldon Road, Castleford Zuschauer: 8.958 Schiedsrichter: Fred Lindop |
| 28. Oktober | (4:0) Bericht          |       |            | Wheldon Road, Castleford Zuschauer: 8.958 Schiedsrichter: Fred Lindop |

### Dritte Runde
| 31. Oktober | Vereinigtes Königreich | 27 : 17 | Neuseeland | Station Road, Manchester Zuschauer: 5.609 Schiedsrichter: Fred Lindop |
| 31. Oktober | (15:10) Bericht        |         |            | Station Road, Manchester Zuschauer: 5.609 Schiedsrichter: Fred Lindop |

| 1. November | Frankreich     | 17 : 15 | Australien | Odsal Stadium, Bradford Zuschauer: 6.654 Schiedsrichter: Billy Thompson |
| 1. November | (12:5) Bericht |         |            | Odsal Stadium, Bradford Zuschauer: 6.654 Schiedsrichter: Billy Thompson |

### Abschlusstabelle
| Platz | Mannschaft             | Spiele | G' | U | V | P+ | P- | Diff. | Punkte |
| ----- | ---------------------- | ------ | -- | - | - | -- | -- | ----- | ------ |
| 1     | Vereinigtes Königreich | 3      | 3  | 0 | 0 | 44 | 21 | +23   | 6      |
| 2     | Australien             | 3      | 1  | 0 | 2 | 66 | 39 | +27   | 2      |
| 3     | Frankreich             | 3      | 1  | 0 | 2 | 32 | 37 | −5    | 2      |
| 4     | Neuseeland             | 3      | 1  | 0 | 2 | 44 | 89 | −45   | 2      |

### Finale
| 7. November | Australien    | 12 : 7 | Vereinigtes Königreich | Headingley Carnegie Stadium, Leeds Zuschauer: 18.776 Schiedsrichter: Fred Lindop |
| 7. November | (5:4) Bericht |        |                        | Headingley Carnegie Stadium, Leeds Zuschauer: 18.776 Schiedsrichter: Fred Lindop |